# Ricardo Elmont
Ricardo Willy Elmont (ur. 16 września 1954 w Paramaribo, zm. 2 września 2013 w Amsterdamie) – surinamski judoka. Olimpijczyk z Montrealu 1976, gdzie zajął dziewiąte miejsce w wadze średniej.
Brązowy medalista Igrzysk Ameryki Środkowej i Karaibów w 1974 roku.
Ojciec Dexa Elmonta i Guillaume Elmonta, holenderskich judoków i olimpijczyków.

## Letnie Igrzyska Olimpijskie 1976
| Konkurencja | Rundy eliminacyjne        | Repasaże                | Klas. końcowa |
| Konkurencja | Przeciwnik I              | Przeciwnik I            | Miejsce       |
| ----------- | ------------------------- | ----------------------- | ------------- |
| 80 kg       | Walerij Dwojnikow (URS) P | Süheyl Yeşilnur (TUR) P | 9.            |